# Waterschap De Striene
Het waterschap De Striene is een voormalig waterschap dat verantwoordelijk was voor de waterhuishouding in noordwesten van de  Nederlandse provincie Noord-Brabant. Het beheersgebied bestond uit (gedeelten van) de gemeenten Fijnaart en Heijningen, Hoeven, Klundert, Oudenbosch, Oud en Nieuw Gastel, Standdaarbuiten, Willemstad en Zevenbergen.
Het waterschap is ontstaan in 1958, nadat besloten werd tot opheffing van 10 kleinere waterschappen. Het waterschap is vernoemd naar het voormalige water Striene. Het waterschap werd in 1989 opgeheven. Het grondgebied van het waterschap ging toen naar het nieuw gevormde waterschap Vierlinghpolders en via het waterschap Land van Nassau (1995) ging het uiteindelijk op in het huidige Waterschap Brabantse Delta.